# Reconstructivisme
El reconstructivisme és una teoria filosòfica lligada a la postmodernitat que afirma que la societat s'està sempre reconstruint a partir de la recombinació d'elements d'èpoques anteriors, rellegides des del present, més les innovacions que es van produint, usualment a un ritme menor. Es pot considerar una herència de la desconstrucció, que en el procés d'anàlisi de sistemes i textos els descompon en fragments de sentit mínim que posteriorment es poden combinar lliurement, creant un nou significat diferent al de la suma de les parts.